# Irresponsable capitaine Tylor
L’irresponsable capitaine Tylor (無責任艦長タイラー, Musekinin Kanchō Tairā) est un anime de science-fiction en 26 épisodes (1993) et 10 OAV (1994-96), basé sur des romans de Hitoshi Yoshioka. Une suite constituée d'une mini-série d'épisodes de 3 minutes est diffusée en 2017.
- Création et direction : Kōichi Mashimo
- Direction des OAV : Kōichi Mashimo et Naoyuki Yoshinaga
- Studios de production : Big West, King Record, VAP, Media Ring
- Musique : Kenji Kawai

La série n’a pas été doublée en français et seule une version originale sous-titrée en français est proposée par Déclic Images.

## L’histoire
En l’an 6999, le Saint-Empire Ralgoon accuse l’Union des Planètes d’être responsable de l’assassinat du souverain impérial, l’empereur Goza XV. La guerre est inévitable, et l’armée spatiale de l’Union (UPSA, United Planets Space Army) mobilise alors ses troupes.
Un jeune original, Justy Ueki Tylor, 20 ans, s’engage, croyant se la couler douce aux frais de l’armée. Rapidement, notre jeune héros accomplit brillamment (ou chanceusement) un acte de bravoure qui le propulsera à son premier commandement. Cette affectation sera toutefois un cadeau empoisonné : le destroyer spatial Soyokaze est une véritable poubelle et pas un seul capitaine n’a réussi l’exploit de rester plus de trois jours à son bord ! L’équipe des Marines, de véritables brutes insubordonnées, y est pour beaucoup.
Tylor se montre un capitaine parfaitement irresponsable, mais il accumule cependant les exploits face aux forces ralgoons. La question se pose alors aux chefs des deux armées : Tylor est-il réellement irresponsable, ou est-ce un véritable stratège de génie qui cache son jeu ? Nul ne le saura vraiment, mais chacun se fera son opinion. Toutes les femmes de l’équipage succomberont à son charme et à sa gentillesse, même Azalyn, Impératrice Goza XVI, cheffe suprême des armées ennemies, tombera éperdument amoureuse de l'irresponsable capitaine.
Les exploits contribuant à la réputation grandissante du Soyokaze nous sont contés de manière amusante, parfois désopilante, et toujours très attachante.

## Personnages

### Équipage duSoyokaze(UPSA)
- Lieutenant commandeur Justy Ueki Tylor (20 ans, commandant du Soyokaze) : héros de la série, il est considéré comme l’homme le plus chanceux et le plus irresponsable de la galaxie. Il ne s’emporte jamais, sa gentillesse et son innocence sont telles que même un ordinateur recruteur et un cyborg espion tombent sous son charme. Son laxisme face au règlement lui vaudra d’être apprécié par les hommes du corps des Marines, ce qui forcera leur respect. Voix japonaise (Seiyū) : Kōji Tsujitani.
- Lieutenant commandeur Yuriko Star (19 ans, responsable systèmes) : fille d’officier supérieur, elle applique le règlement à la lettre. Elle est l’une des premiers à croire en Tylor, et le respectera en toute circonstance, à moins que ce dernier pose ses mains là où il ne faut pas... Voix japonaise : Yuri Amano.
- Lieutenant commandeur Makoto Yamamoto (25 ans, commandant en second) : il est l’archétype du guerrier par excellence. Il est prêt à mourir pour son supérieur, même si cette certitude sera souvent remise en question. Considérant tout d’abord Tylor comme un incapable, il finira par l’apprécier, allant jusqu’à le prendre comme son modèle. Voix japonaise : Sho Hayami.
- Premier-lieutenant Kyung-Hwa Kim (18 ans, responsable transmissions) : ex top-modèle, elle prend soin de son corps et de son apparence, ce qui lui vaudra quelques tensions avec Yuriko Star. Voix japonaise : Kotono Mitsuishi.
- Premier-lieutenant Harold Katori (20 ans, pilote-navigateur) : grand amateur de thé et adepte du zen, il fait pratiquement corps avec le Soyokaze lorsqu’il s’agit de le sortir d’une situation dangereuse. Voix japonaise : Tsutomu Narita.
- Docteur Hidezaburo Kitaguchi (33 ans, chirurgien naval) : il a choisi d’être chirurgien afin de ne pas se retrouver patient. Buveur invétéré depuis l’âge de 3 ans, il n’est dangereux qu’en étant sobre. Ses conseils pleins de sagesse et son humeur de bon vivant en font quelqu’un de très apprécié par l’équipage. Voix japonaise : Jōji Yanami.
- Sergent Harumi (3 ans, infirmière) : cyborg-espion créé par l’ennemi, elle a une très belle apparence et tout membre d’équipage masculin du Soyokaze en tombe systématiquement amoureux. Elle intègre l’équipage en tant que cadeau de l’état-major, en récompense des exploits accomplis. Harumi succombera aussi à Tylor, elle se rangera à ses côtés et ce dernier l’intégrera officiellement dans l’équipage. Voix japonaise : Maya Okamoto.
- Second-Lieutenant Kojiro Sakai (19 ans, pilote de chasse) : c’est un pilote hors pair, ce qui le rend arrogant. Lorsqu’il ne vole pas, il passe son temps à provoquer les Marines, ce qui provoquera immanquablement une bagarre. Son plus gros défaut : une terrible phobie de la gent féminine. Voix japonaise : Mitsuo Iwata.
- Deuxièmes classes Emi et Yumi Hanner (17 ans, aspirantes pilotes de chasse) : filles jumelles de l’amiral Hanner, elles font tout à l’identique et ne se distinguent l’une de l’autre que par une petite mèche de cheveux. Elles s’engageront dans l’armée pour suivre Tylor, devenant aspirantes pilotes sous les ordres du pauvre Kojiro Sakai. Voix japonaise : Mika Kanai.
- Premier-lieutenant K. B. Andressen (28 ans, commandant des Marines) : une brute qui ne pense qu’à rabattre le caquet aux pilotes. Mais on découvrira rapidement qu’il possède un cœur en or massif. Voix japonaise : Hiroyuki Shibamoto.
- Sergent-chef M. Cryburn (32 ans, sous-chef des Marines) : impulsif et atypique sergent-chef qui déclenchera encore plus rapidement une bagarre qu’Andressen. Les cicatrices qui ornent son visage témoignent de son passé d’actif guerrier. Voix japonaise : Kazuhiro Nakata.
- Les Marines :
  - Charly (30 ans) : passionné de jeux vidéo, il les aurait TOUS terminés !
  - Jason (âge inconnu) : son visage est en permanence caché par un masque, très vraisemblablement inspiré des films de la saga Vendredi 13.
  - Snake (25 ans)
  - Bunta (29 ans)
  - Rats (27 ans)
  - Angel (26 ans)

### Militaires de l’UPSA
- Vice-amiral Mifune (55 ans, chef de la flotte extérieure) : d’abord opposé à la guerre, il se range rapidement lorsque celle-ci n’est plus évitable. Il lui faudra beaucoup de temps, mais il finira par reconnaître le talent de Tylor et le choisira pour lui confier une mission particulièrement dangereuse. Voix japonaise : Mugihito.
- Amiral Fuji (51 ans, chef d’état-major) : Yamamoto ressemble sans doute à cet officier supérieur à son âge. Ses efforts pour éliminer le trop dérangeant prestige du Soyokase se révèleront vains. Voix japonaise : Tomomichi Nishimura.
- Amiral Robert J. Hanner (69 ans, à la retraite) : ce fut un héros national avant d’être pratiquement oublié par l’administration militaire. Il est le père des jumelles Emi et Yumi. Voix japonaise : Maya Okamoto.

### Empire Ralgoon
- Princesse Azalyn (16 ans, Sainte-Impératrice Goza XVI) : à la suite de l’assassinat de son père l’empereur Goza XV, elle se voit malgré son très jeune âge propulsée à la tête de l’empire ralgoon. Sur les conseils de son premier ministre, elle lance ses troupes dans la guerre, la mort dans l’âme. Elle tombera éperdument amoureuse de Tylor, et lui permettra de s’échapper de sa prison, et l’accompagnera dans sa fuite à bord du Soyokaze. Elle mûrira tout au long de l’histoire pour devenir une jeune femme belle et réfléchie. Voix japonaise : Hiroko Kasahara.
- Capitaine Ru Baraba Dom (23 ans, commandant de la 66e flotte) : commandant du croiseur de combat Dorôme. Officier très réfléchi et fin stratège, il ne voit pas l’utilité d’une telle guerre, mais ne s’y oppose pas. Il sera stupéfait par les exploits de Tylor et cherchera à le comprendre. Il est dévoué corps et âme à la princesse Azalyn, il en deviendra son confident. Voix japonaise : Toshihiko Seki.
- Premier ministre Naku Ra Wang (65 ans, conseiller de Sa Majesté) : c’est le méchant de l’histoire. Afin d’assouvir sa soif de pouvoir, il assassinera l’empereur Goza XV, puis poussera sa fille à livrer une guerre sans merci, non sans tenter d’écarter certains éléments hostiles pour lui au sein du pouvoir ralgoon. Voix japonaise : Masaaki Tsukada.
- Amiral Shia Haz (21 ans, commandant de flottille) : contrairement à ce que pourrait nous faire croire son grade, cette belle et impitoyable jeune femme est la subordonnée de Dom. Mais contrairement à ce dernier, elle est plus impulsive et agit parfois trop précipitamment. Voix japonaise : Yūko Mita.
- Amiral Ronowan (âge inconnu, chef des armées) : déjà en place du temps du père d’Azalyn, il reste fidèle à la dynastie des Goza. Il conseillera vainement à la princesse d’éviter la guerre, et tentera plusieurs fois de s’opposer à Wang.
- Amiral Donan (âge inconnu, chef de flotte) : un meneur d’hommes rustre et abject qui subira une défaite mortelle face au Soyokaze pour avoir oublié qu’une planète possède une puissante force d’attraction.

## Liste des épisodes

### La série
1. Un véritable irresponsable
2. Les joies de la retraite
3. Un départ mouvementé
4. Reddition
5. L’Ange Blanc
6. La Queue du Lézard
7. Opération Propreté
8. Les Épines de la Rose
9. Les Fleurs de l’espoir
10. Deux Filles dans l’espace
11. Guerre et rouge à lèvres
12. Le Soyokaze a disparu
13. Donan contre-attaque
14. L’équation de la tendresse
15. Alerte au Virus
16. Un étrange amour
17. La grande évasion
18. La confession
19. La belle au bois dormant
20. Des mesures radicales
21. Pako pako junior
22. Le dernier soldat
23. Le jour le plus long
24. La mort de l’Amiral
25. Un choix difficile
26. Le règlement militaire

### LesOAV
- Un épisode exceptionnel : une incroyable circonstance (2 parties)
- La loi des 16 ans
- L’échappée belle du Samouraï !
- L’autre côté de l’high-tech
- Un Noël blanc
- Si le Ciel pouvait s’éclaircir… (2 parties)
- Vers l’Éternité (2 parties)